# Arie Visser (1944-1997)
Arie Visser (Sneek, 17 november 1944 – Amsterdam, 20 januari 1997) was een Nederlandse dichter.

## Leven en werk
Visser werd in de oorlogsjaren geboren in Sneek. Vader Jan Gerardus Visser zat bij de marine en kwam in de oorlog in Sneek terecht. Daar sloot hij zich aan bij de Friese KP. Hij was onder meer betrokken bij de overval op het Leeuwarder Huis van Bewaring (de Blokhuispoort) op 8 december 1944. Arie groeide op in Den Helder en Apeldoorn. Daarna ging hij Nederlands studeren aan de Gemeentelijke Universiteit van Amsterdam, maar hij besteedde meer tijd aan het uitgaansleven in de hoofdstad dan aan de studie. Wel schreef hij vanaf 1973 dichtbundels, een roman en artikelen in kranten en tijdschriften (o.a. in Hollands Diep). Visser schreef over wat hem bezig hield: jazz, mystiek, gedichten en drugs. Als heroïneverslaafde leefde Visser aan de randen van het bestaan. Na zijn huwelijk met de Marokkaanse Chadia Moussadeq (in 1984) en zijn bekering tot de islam kwam er meer lijn in zijn leven. Hij vertaalde de roman Bright lights, big city van Jay McInerney in 1985. Visser stierf in 1997 aan kanker. 
In september 2007 werd de literaire nalatenschap van Arie Visser overgedragen aan de Bijzondere Collecties van de Universiteit van Amsterdam.

## Trivia

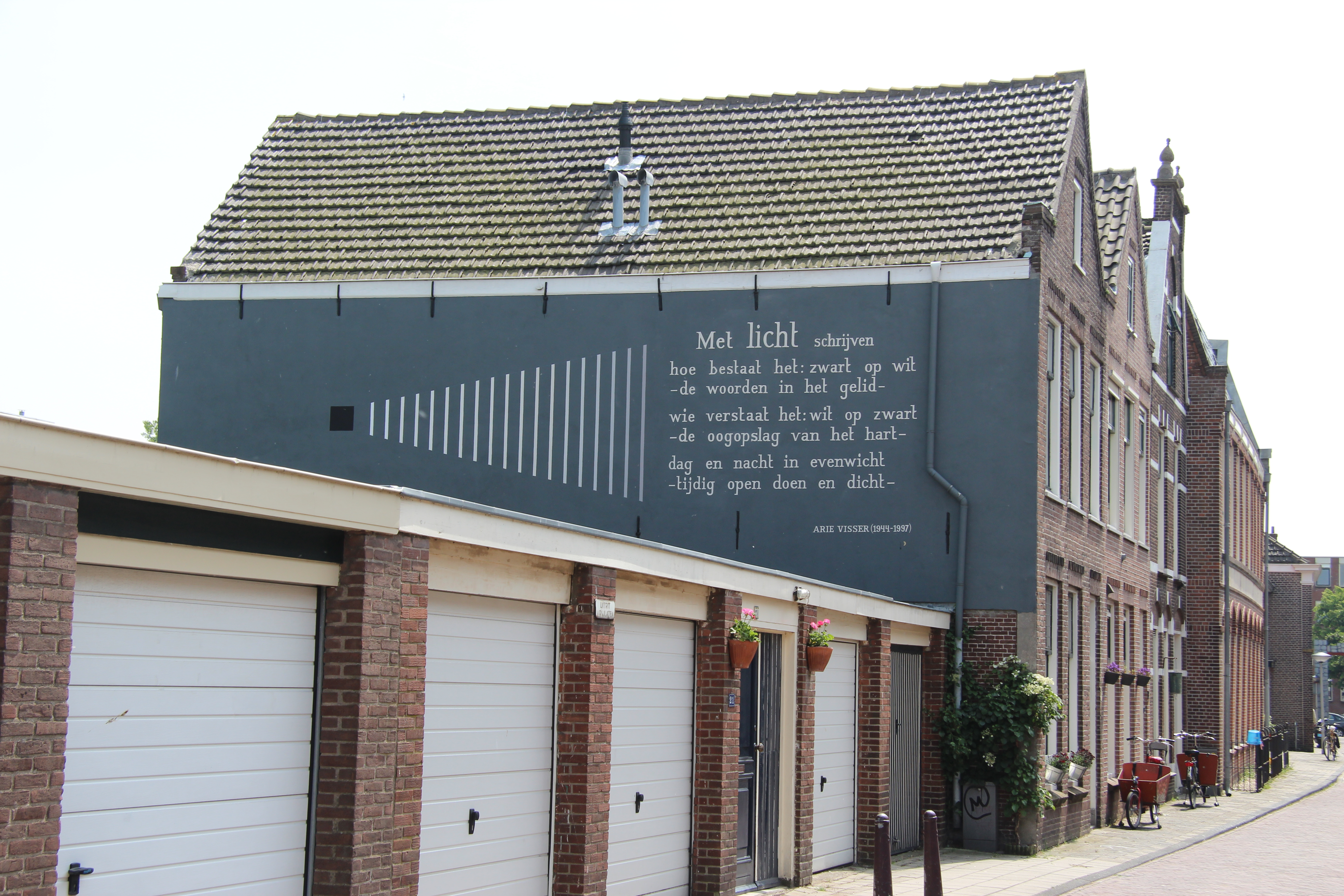
Gedicht Met licht schrijven op een muur in Leiden

Vissers gedicht Met licht schrijven verscheen in 2013 als muurschildering in Leiden.